# Korbomîkolaiivka, Novhorodka
Korbomîkolaiivka (în ucraineană Корбомиколаївка) este un sat în comuna Petrokorbivka din raionul Novhorodka, regiunea Kirovohrad, Ucraina.

## Demografie
Componența lingvistică a localității Korbomîkolaiivka
     Ucraineană (96,43%)
     Rusă (3,57%)
Conform recensământului din 2001, majoritatea populației localității Korbomîkolaiivka era vorbitoare de ucraineană (96,43%), existând în minoritate și vorbitori de rusă (3,57%).